# Pour te revoir un jour
 (février 2017).
Si vous disposez d'ouvrages ou d'articles de référence ou si vous connaissez des sites web de qualité traitant du thème abordé ici, merci de compléter l'article en donnant les références utiles à sa vérifiabilité et en les liant à la section « Notes et références ».
Pour plus de détails, voir Fiche technique et Distribution.
Pour te revoir un jour (Murder on Pleasant Drive) est un téléfilm américano-canadien réalisé par Michael Scott, et diffusé en 2006.

## Fiche technique
- Titre original : Murder on Pleasant Drive
- Réalisation : Michael Scott
- Scénario : Walter Klenhard, d'après une histoire de Sherrie Gladden-Davis
- Producteur exécutif : Dan Wigutow
- Produit par : Dan Wigutow Productions et Front Street Pictures
- Décors : Michael Nemirsky
- Montage : Jim Miley
- Costumes : Beverley Wowchuk
- Casting : Susan Edelman
- Musique : Philip Giffin
- Photographie : Adam Sliwinski
- Pays d'origine :  États-Unis et  Canada
- Langue originale : anglais
- Format : couleur
- Genre : drame
- Durée : 90 minutes

## Distribution
- Kelli Williams (VF : Laura Préjean) : Deanna Whelen
- Amy Madigan (VF : Marion Game) : Aunt Sherrie Davis
- Susan Hogan (VF : Françoise Pavy) : Fran Smith
- Vincent Gale (VF : Antoine Nouel) : l'inspecteur Mike Dansbury
- Brian Markinson : Bob Hilland
- Eric Keenleyside (VF : Patrick Messe) : l'inspecteur Brian Potts
- Bill Marchant : Michael Smith
- Adam Arkin (VF : Stefan Godin) : John David Smith
- Philip Lyall : John Smith jeune
- Ingrid Tesch : Dawn Smith
- Adam Battrick : Michael Smith jeune
- Marcel Maillard : Granpa Chaney
- Louise Grant : Ethel Chaney

 Source et légende : version française (VF) sur RS Doublage et selon le carton de doublage télévisuel.